# Llangadog
Llangadog est un village et une communauté du Carmarthenshire, au pays de Galles.

## Toponymie
Le nom du village fait référence à son église (llan), qui est dédiée à saint Cadog. Il est attesté pour la première fois en 1281 sous la forme Lancadauc.

## Géographie
Llangadog est situé dans l'est du Carmarthenshire. Outre Llangadog même, la communauté comprend les villages de Bethlehem (en) et Gwynfe (en).

## Démographie
Au recensement de 2011, la communauté de Llangadog comptait 1 311 habitants.